# Anne-Lise Løvstrøm
Anne-Lise Karen Løvstrøm (*3. marts 1960 i Uummannaq) er en grønlandsk kunster og lærer.

## Liv
Anne-Lise Løvstrøm er datter af tømrer Thomas Daniel Angîna Kingutikak Løvstrøm og fru Andrea Louise Kathrine Maren Fleischer. Hun giftede sig med den danske lærer Lars Kehlet Hansen (*1954) den 29 juni 1985. Lars Kehlet Hansen var søn af skoleinspektør, Mogens Hansen (1920-1988) og sygeplejerske Lilli Kehlet Sejersen (*1932).
Anne-Lise Løvstrøm gik på folkeskolen i Aasiaat. Hun afsluttede læreruddannelsen på det grønlandske lærerseminar i Nuuk. Løvstrøm tog ingen kunstnerisk uddannelse og er autodidakt. Hun udstillede for første gang sin kunst i 1979 og hendes værker er  blevet udstillet i Grønland, Danmark og Sverige. Den danske kunstner Asger Jorn blev hendes forbillede i begyndelsen af 1980'erne. Hun modtog i 1985 Malene Lunds Mindelegat. Hun behandler i sine værker primært grønlandske masker og dyreverdenen. Hendes kunst er abstraheret , men viser dog stadig tydeligt naturen som inspirationskilde. Hun arbejder med grafik, akvarel, olie, fedtsten, skulptur, collage, pastel og illustrationer.

## Udvalgte værker
- Trækfugle (Linoleumdmosaik, 1984)
- Dekoration til Grønlands Landsret og byretten i Nuuk (1986–88)
- De fire årstider I, II, III, IV (1987)
- Dekoration af Kantinen i regeringsbygningen (1989)
- Dekoration af menighedens mødelokale i Uummannaq (1991/92)
- Sneharer (1992)
- Dekoration af kantinen i Grønlandsbanken (1992)